# Skinkachtigen
Skinkachtigen (Scincomorpha) zijn een infraorde van hagedissen (onderorde Lacertilia), bestaande uit 7 families. Onder andere de bekendere skinken en de echte hagedissen behoren tot deze groep.

## Taxonomie
Infraorde Scincomorpha
- Familie Gordelstaarthagedissen (Cordylidae)
- Familie Schildhagedissen (Gerrhosauridae)
- Familie Brilhagedissen (Gymnophthalmidae)
- Familie Echte hagedissen (Lacertidae)
- Familie Skinken (Scincidae)
- Familie Tejuhagedissen (Teiidae)
- Familie Nachthagedissen (Xantusiidae)

Dibamia · Leguaanachtigen (Iguania) · Gekko-achtigen (Gekkota) · Skinkachtigen (Scincomorpha) · Hazelwormachtigen (Diploglossa) · Varaanachtigen (Platynota)